# Oscar Reyes Martínez
Oscar Reyes Martínez (6 de octubre de 1996) es un deportista italiano de origen cubano que compite en halterofilia.
Ganó una medalla de oro en el Campeonato Mundial de Halterofilia de 2023 y tres medallas de oro en el Campeonato Europeo de Halterofilia entre los años 2023 y 2025.

## Palmarés internacional
| Campeonato Mundial | Campeonato Mundial    | Campeonato Mundial | Campeonato Mundial |
| Año                | Lugar                 | Medalla            | Categoría          |
| ------------------ | --------------------- | ------------------ | ------------------ |
| 2023               | Riad (Arabia Saudita) | Medalla de oro     | 81 kg              |
| Campeonato Europeo |                       |                    |                    |
| Año                | Lugar                 | Medalla            | Categoría          |
| 2023               | Ereván (Armenia)      | Medalla de oro     | 81 kg              |
| 2024               | Sofía (Bulgaria)      | Medalla de oro     | 81 kg              |
| 2025               | Chisináu (Moldavia)   | Medalla de oro     | 81 kg              |